# Wilhelm Lewy
Wilhelm Ephraim (Seev/Wolf) Lewy (* 28. November 1876 in Breslau, Niederschlesien; † 14. Februar 1949 in Kalifornien, USA)  war ein deutscher Rabbiner und Zionist, der als Student Mitbegründer und geistiger Vater des ersten jüdischen Turn- und Sportvereins Deutschlands war. 

## Familie
Er war der jüngste von fünf Söhnen des jüdisch-orthodoxen Kaufmanns David Lewy († 1913) und dessen Frau Hulda aus Breslau.
In erster Ehe heiratete Wilhelm Lewy um 1906 Betty Samuel († 1918) in Neustettin, wo auch die Töchter Mirjam (* 1907) und Hanna (* 1909) geboren wurden. Im März 1913 kam in Berlin die dritte Tochter Dorothea auf die Welt und 1915 die jüngste Tochter Ruth. Nach dem Tod seiner ersten Ehefrau, die an der Spanischen Grippe starb, wurde ihm nahegelegt, bald wieder zu heiraten. Ein Bekannter stellte ihm Frieda Winter vor, die er bald heiratete.
Er war der Onkel von Ernest Lenart.

## Leben
Im Jahr 1878 zogen seine Eltern mit ihm nach Kempen in der Provinz Posen, wo er auch später eingeschult wurde und seinen ersten Religionsunterricht erhielt. 1887 zog die Familie, wahrscheinlich aus wirtschaftlichen Gründen nach Berlin. Hier besuchte Lewy für ein Jahr die Volksschule, ehe er auf das Gymnasium zum Grauen Kloster in Berlin-Mitte und später auf das in der Weinmeisterstraße 15, Berlin-Mitte, gelegene Sophiengymnasium wechselte. 
Er folgte 1897 dem Ruf Theodor Herzls, der den ersten Zionistenkongress in Basel einberief. Er nahm auch im Jahr darauf am zweiten Kongress teil, als ihn in der Rede von Max Nordau der bei dieser Gelegenheit geprägte Begriff Muskeljudentum beeindruckte. 
Nachdem er ab 1897 mit Max Bodenheimer über die Gründung eines jüdischen Turn- und Sportvereins korrespondiert hatte und 1898 die Matura am Sophiengymnasium erreicht hatte, gründete er am 22. Oktober 1898 mit einigen Mitschülern und späteren Kommilitonen den ersten jüdischen Turn- und Sportverein Deutschlands „Bar Kochba“, benannt nach Bar Kochba, dem gleichnamigen jüdischen Rebellen. Der Verein wurde zum Vorläufer des späteren Makkabi Weltverbands.
Lewy setzte sein Interesse an jüdischer Theologie in seinem Studium um, das er 1898 an der Jeschiwa von Krakau begann und 1899 am orthodoxen Rabbinerseminar zu Berlin von Esriel Hildesheimer, dem ersten Rabbiner der orthodoxen Austrittsgemeinde Adass Jisroel, und an der Friedrich Wilhelm Universität in Berlin fortsetzte. Im Rahmen seines dreijährigen Studiums der Ökonomie besuchte er ein Semester lang die Universität Erlangen, an der er das Studium 1901 mit der Dissertationsschrift „Tendenzen in der internationalen Strikebewegung“ beendet. Im gleichen Jahr erhielt er auch sein Rabbinerdiplom durch das Hildesheimersche Rabbinerseminar.
Als 1902 „Misrachi“ als orthodoxe Bewegung in der zionistischen Bewegung gegründet wurde, schloss er sich ihr an, war jedoch nicht auffällig aktiv. 1905 erfolgte die erste Anstellung als Rabbiner in Neustettin.
Ende des Jahres 1909 kehrte die junge Familie Lewy nach Berlin zurück, wo er in verschiedenen Synagogen tätig war, allen voran die Synagoge in der Kaiserstraße (Berlin-Mitte). Gegen Ende des Ersten Weltkriegs wurde Lewy als Feldhilfsrabbiner einberufen und gemeinsam mit Hermann Struck als Vermittler zwischen deutschem Staat und jüdischer Bevölkerung, vor allem nahe Wilna, eingesetzt.
1925 erhielt Lewy eine Festanstellung als Religionslehrer in der jüdischen Gemeinde Berlin und gleichzeitig die Leitung der Privatsynagoge und Schule „Talmud Tora Knesset Jisroel“ in der Linienstraße 19, die zur orthodoxen Gemeinde Adass Jisroel gehörte. Bald nach der Machtergreifung der NSDAP Ende Januar 1933 verließ Lewys Tochter Mirjam Deutschland und emigrierte nach Palästina. Die zweitälteste Tochter Hanna war als Kindermädchen bereits zuvor mit einer deutschen Familie in die USA gezogen.
1934 verließ Lewy die Schule und seine Stellung als Lehrer und Leiter der Knesset Jisroel und wanderte mit seiner Tochter Ruth nach Palästina aus, wenig später folgte auch Dorothea, die dann weiter in die USA zog. Seine zweite Frau, Frieda, blieb in Berlin. Laut bürokratischen Angaben des nationalsozialistischen Deutschland wanderte Lewy erst 1936 aus, was darauf hindeutet, dass er nach 1933 nochmals in Deutschland war, eventuell um seine Frau nachzuholen.
In Palästina begann Lewy 1936 als Lehrer und Prediger in der Einwanderergemeinde Ichud in Tel Aviv, wo er bis zu seinem Tod gemeinsam mit seiner Tochter Ruth wohnte. Der begeisterte Zionist Lewy erlebte die Gründung des Staates Israel mit. Während eines Besuchs seiner Töchter Hanna und Dorothea in Kalifornien starb Lewy an einem Herzinfarkt, sein Leichnam wurde nach Tel Aviv überführt und dort begraben.